# الاحتجاجات الإماراتية 2011
الاحتجاجات الإماراتية 2011، هي سلسلة احتجاجات بدأت في مارس 2011 كجزء من احتجاجات العالم العربي 2010-2011.

## الاحتجاجات

### 9 آذار/مارس
في 9 مارس طالب ناشطون وحقوقيون إماراتيون رئيس الدولة الشيخ خليفة بن زايد آل نهيان بانتخاب كامل أعضاء المجلس الوطني الاتحادي الإماراتي بالاقتراع المباشر، وتعزيز صلاحيات هذه الهيئة التي لا تملك حاليا سلطات تشريعية أو رقابية. وأكد الموقعون من توجهات فكرية متعددة وعددهم 133 في العريضة التي رفعوها للرئيس ونشروها على الإنترنت، تمسكهم بنظام الحكم في الإمارات، إذ أشاروا إلى وجود «انسجام كامل بين القيادة والشعب» وأن «المشاركة في صنع القرار تعتبر جزءا من تقاليد وأعراف هذا الوطن».
وطالب الموقعون وهم أكاديميون وصحفيون وناشطون حقوقيون، بـ«انتخاب جميع أعضاء المجلس الوطني الاتحادي من قبل كافة المواطنين كما هو مطبق في الدول الديمقراطية حول العالم». كما طالبوا أيضا بتعديل المواد الدستورية ذات الصلة بالمجلس الوطني الاتحادي بما يكفل له الصلاحيات التشريعية والرقابية الكاملة.
وشدد الموقعون على أنهم يرفعون هذه العريضة إلى رئيس الدولة في ضوء الحاجة الملحة لتطوير مسيرة المشاركة الوطنية في ضوء التطورات الإقليمية والدولية المتسارعة، على حد قولهم، في إشارة إلى الحركات الاحتجاجية المطالبة بالتغيير والإصلاح في الدول العربية.

### 7 نيسان/أبريل
قال ناشط دعا إلى إجراء إصلاحات ديمقراطية في الإمارات أنه تلقى تهديدات بالقتل ويواجه حملة تشهير على الإنترنت. وقال الناشط أحمد منصور لرويترز أن التهديدات بدأت بعد أن شرع هو وأصدقاؤه في تقديم عريضة للمطالبة بدور أكبر في المجلس الوطني الإتحادي وهو هيئة شبه برلمانية. ولا تسمح دولة الإمارات باجراء انتخابات مباشرة أو بوجود أحزاب سياسية. ولن يتم اختيار سوى 2% من السكان للتصويت أو المشاركة في انتخابات المجلس الوطني الاتحادي في وقت لاحق هذا العام. ويطالب منصور ونحو 300 من الموقعين على العريضة بزيادة التمثيل. ويدير منصور منتدى سياسيا على الإنترنت بعنوان منتدى الحوار الإماراتي وهو محظور في البلاد. وقال انه تلقى ستة تهديدات بالقتل على الفيسبوك ورسائل مبتذلة على موقع تويتر للتواصل الاجتماعي وعلى مواقع أخرى.

### 25 نيسان/أبريل
أعلنت الإمارات اعتقال خمسة أشخاص احتياطيا على خلفية اتهامات بالتحريض على أعمال من شأنها «تعريض أمن الدولة للخطر» و«إهانة رئيس الإمارات».
ونقلت وكالة أنباء الإمارات عن النائب العام المستشار سالم سعيد كبيش قوله إنه تم القبض على أربعة إماراتيين، وهم أحمد منصور الشحي وناصر أحمد خلفان وفهد سالم محمد وحسن علي آل خميس، إضافة إلى أحمد عبد الخالق أحمد الذي لا يحمل أوراق إثبات شخصية، بأمر من النيابة العامة. وأشار كبيش إلى أن المتهمين الخمسة مثلوا للتحقيق في حضور محاميهم،  وتم حبسهم احتياطيا على ذمة التحقيق. والتهم الموجهة إليهم هي «ثبوت ارتكابهم جرائم التحريض على عدم الانقياد للقوانين وعلى أفعال من شأنها تعريض أمن الدولة للخطر والمساس بالنظام العام والخروج على نظام الحكم وإهانة رئيس الدولة ونائبه وولي عهد أبوظبي».

## عفو
وفي مستهل احتفالات الدولة بالعيد الوطني الاربعين أصدر الشيخ خليفة بن زايد آل نهيان عفوا عن الخمسة نشطاء على خلفية الاتهامات بـ"الخروج عن نظام الحكم.

## وصلات خارجية
الإمارات العربية المتحدة: اتساع حملة القمع على المجتمع المدني مراقبة حقوق الإنسان